# 융펑역 (베이징시)
융펑역(중국어: 永丰站)은 중국 베이징시 하이뎬구 시베이왕 지구 베이칭로·융샹 북로 교차로에 위치한 베이징 지하철 16호선의 지하철역이다. 2016년 12월 31일에 개통하였다.
이 역은 16호선 베이칭로(北清路) 상부 구간의 종점으로 융펑 지구 (永丰地区)의 핵심 지역에 위치하여 제정된 역명이다.

## 역 구조

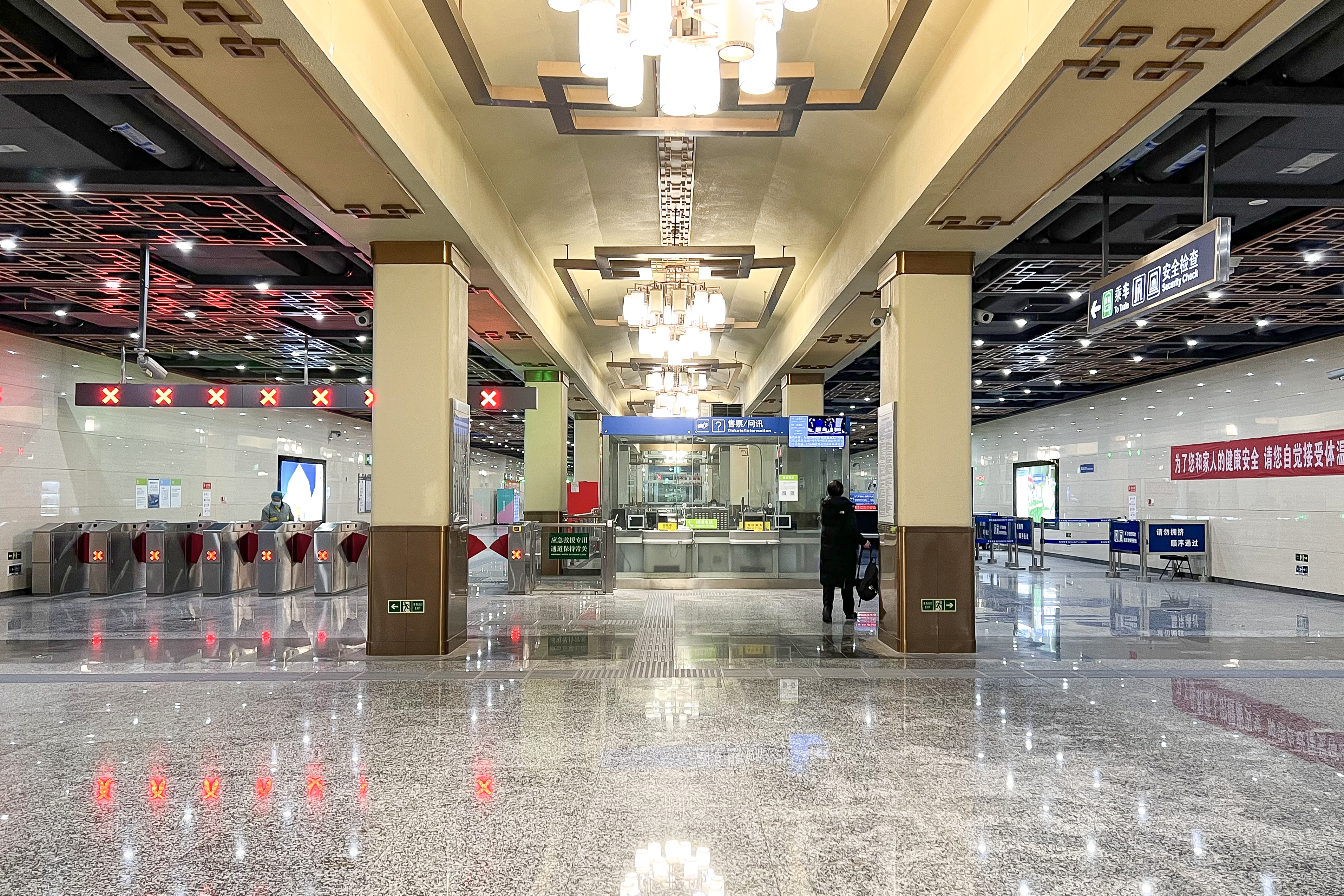
대합실

이 역은 융샹 북로(永翔北路), 융성 북로(永盛北路), 베이칭로(北清路) 교차점 사이에 위치하며 복층 3경간 프레임 구조를 채택하였고 유효 승강장 폭은 12m이다. 역사는 길이 322.7m, 폭 21.1m, 높이 13.45m, 총 건축 면적은 17,534㎡이다. 이 역은 장비 설치, 역사 장식 및 기타 공정이 더 일찍 구현되었고 공사 진행 속도가 상대적으로 빠르기 때문에 16호선 북부 구간에서 시범역이기도 하다.

### 층별 구조
| 지면층             | 출입구                          | A—D출입구                          |
| 지하 1층 대합실 층 | 대합실                          | 고객센터, 자동 발권기, 출입 게이트 |
| 지하 2층 승강장    | ←                               | ■ 16호선 베이안허 방면 (툰뎬)      |
| 지하 2층 승강장    | 섬식 승강장, 왼쪽 출입문이 열림 |                                    |
| 지하 2층 승강장    | →                               | ■ 16호선 완핑청 방면 (융펑난)      |

## 출입구
이 역은 총 4개의 출입구가 있으며 16호선 1구간 2개의 출입구가 있는 4개 역 중 하나이다. 각 출입구에는 출입구 주변의 건물 및 시설 목록을 보여주는 안내판이 설치되어 있다.
|                         |                       | |      |             |
| 출구                    | 지시                  | 출구 인근 | 사진 | 무장애 시설 |
| 出口 · A                | 베이칭로(北清路) 북측 | 융샹 북로(永翔北路), ATA 국제 인증 센터(ATA国际认证中心), 중국항공우주공학재료연구소(中国航发航材院), 신재료 빌딩(新材料大厦), 더칭위안 그룹(德青源集团) |      |             |
| 出口 · B                | 베이칭로(北清路) 북측 | 융성 북로(永盛北路), 중관춘1호(中关村壹号), 천안과기(辰安科技)                                                                                           |      | 빈칸        |
| 出口 · C                | 베이칭로(北清路) 남측 | 중관춘 집적회로 설계단지(中关村集成电路设计园), Yonyou 산업단지 북구, 동구(用友产业园 北区, 东区)                                                        |      |             |
| 出口 · D                | 베이칭로(北清路) 남측 | 펑하오 동로(丰豪东路), Yonyou 산업단지 서구, 중구(用友产业园 西区, 中区)                                                                                 |      | 빈칸        |
| 아이콘 설명: 엘리베이터 |                       | |      |             |